# Ion Hăbășescu
Ion Hăbășescu (n. 1 iunie 1938, Strâmba, județul Bălți – d. 16 decembrie 2017) a fost un agronom moldovean, specialist în mecanizarea agriculturii, care a fost ales ca membru corespondent al Academiei de Științe a Moldovei. A fost conferențiar universitar și doctor în medicină.

## Biografie
Activitatea științifică și de inovare a c.m. Ion Habasescu s-a concretizat în realizări științifice valoroase pentru economia națională. Sub conducerea domnului Habasescu au fost dezvoltate si implementate mijloace tehnice, printre care: complex de utilaje pentru prelucrarea produselor agricole (floarea soarelui, cereale, porumb dulce, carne etc.), gama de masini de protectie a plantelor (portabile, transportate, remorcate), complex de utilaje zootehnice si utilaje pentru recoltarea si prelucrarea biomasei, în vederea producerii și utilizării biocombustibililor lichizi și solizi. Cele mai multe evoluții conțin elemente de inovare confirmate de 82 de brevete de invenție ale Republicii Moldova, fiind implementate pe scară largă în țară și peste hotare.
Peste hotare ,40,6 la sută au fost exportate în Rusia, Ucraina, Azerbaidjan, Kazahstan, Iran etc.

Savantul Ion Hăbășescu a publicat 185 lucrări științifice în țară și peste hotare, între care: Механизация возделывания винограда. 1981; Energie din biomasă: tehnologii și mijloace tehnice, 2009; Protecția plantelor: tehnologii și mijloace tehnice, 2010; Tehnologii și mijloace tehnice pentru agricultură, 2011 ș.a. Domnia Sa a reușit să îmbine procesul de cercetare cu cel didactic, ținând cursuri speciale la Universitatea Tehnică a Moldovei. În perioada 1996-2003 a fost președinte al Consiliului Științific specializat pentru conferirea gradelor științifice în cadrul Universității Agrare de Stat din Moldova, la specialitățile „Mecanizarea Agriculturii", „Electrificarea agriculturii”, „Exploatarea și deservirea tehnică a tehnicii agricole”. În prezent, este membru al Consiliului Tehnico-științific al Ministerului Agriculturii și Industriei Alimentare, membru al colegiilor de redacție la revistele „Știința Agricolă” și „Agricultura Moldovei”.
În anul 1995 doctorului habilitat în tehnică Ion Hăbășescu i s-a acordat titlul științific de membru corespondent al Academiei de Științe a Moldovei.
În perioada 1987-2005 managerul Ion Hăbășescu exercită funcția de director al Institutului de Cercetări pentru Mecanizarea și Electrificarea Agriculturii, iar din 2006 pînă în 2017 - director al Institutului de Tehnică Agricolă „Mecagro”. In această perioadă lucrările de cercetări științifice efectuate sub conducerea doctorului habilitat Ion Hăbășescu s-au soldat cu realizări științifice valoroase pentru economia națională.
Pentru contribuția la dezvoltarea științei agrare, în anul 1994 a fost decorat cu Medalia „Meritul Civic", iar în anul 2001 i s-a conferit titlul onorific „Om Emerit". În anul 2004, ciclul de lucrări sub conducerea m, c. Ion Hăbășescu „Elaborarea și implementarea complexului de mașini pentru protecția plantelor" a fost decernat cu Premiul Național în domeniul Științei și Tehnicii.
Una din cele mai valoroase distinctii ale EIS „INFOINVENT” este Premiul Guvernului Republicii Moldova „Cel mai dotat inventator al anului” care in 2013 in calitate de laureat al acestui premiu pe Ion Habasescu, membru corespondent al ASM, director al Institutului de Tehnica Agricola „MECAGRO” – pentruciclul de inventii masini de stropit si utilaje pentru sectorul zootehnic.  